# Marty Feldman
Martin Alan «Marty» Feldman (Londres, Inglaterra, 8 de julio de 1934-Ciudad de México, México, 2 de diciembre de 1982) fue un actor, comediante y guionista británico que protagonizó varias series de televisión de humor, incluyendo At Last the 1948 Show y Marty, y que ganó dos premios BAFTA.
También actuó en varias películas como Young Frankenstein (1974), donde encarnó al asistente jorobado Igor. Su rostro era notable por sus ojos saltones, una condición médica conocida como exoftalmia, causada por una enfermedad tiroidea conocida como enfermedad de Graves.

## Primeros años
Feldman nació en el East End de Londres, hijo de inmigrantes judíos de Kiev. Él mismo se recuerda en su infancia como «solitario». Dejó la escuela a los 15 años, y trabajó en el parque de atracciones de Dreamland en Margate. Al principio le atraía el jazz, actuando como trompetista hasta que vio que no tenía talento para ello. A la edad de 20 años, decidió seguir una carrera como comediante.

## Carrera
En 1954, Feldman formó una asociación con Barry Took para escribir para la televisión británica. Escribieron juntos comedias como Bootsie y Snudge, y el programa de radio de la BBC Round the Horne, protagonizada por Kenneth Horne y Kenneth Williams colocándolos en la primera línea de escritores de comedia.
La serie de televisión At Last the 1948 Show marcó su debut en la pantalla. Los otros tres intérpretes necesitaban un cuarto y Tim Brooke-Taylor y John Cleese pensaron en Feldman. En un sketch del 1 de marzo de 1967, el personaje de Feldman acosa a un paciente dependiente de tienda (interpretado por Cleese) por una serie de libros de ficción, logrando el éxito como Ethel the Aardvark Goes Quantity Surveying. El sketch fue recuperado después como parte del programa de Monty Python y en Monty Python's Obligation Album (ambos sin Feldman).
Feldman fue coautor, junto con Cleese, Graham Chapman y Brooke-Taylor, del sketch de los Cuatro Yorkshiremen, que también fue escrito para el At Last the 1948 Show. "Cuatro Yorkshiremen" se realizó durante los conciertos de Amnistía Internacional (por los miembros de Monty Python - una vez con Rowan Atkinson en lugar del miembro de Python Eric Idle), así como en Monty Python Live at the Hollywood Bowl y otros espectáculos y grabaciones de Monty Python. Esta asociación ha llevado a la idea errónea de creer que "Cuatro Yorkshiremen" es un sketch de los Python, olvidando el origen y la coautoría de los escritores no pertenecientes a los Python, Feldman y Brooke-Taylor.[cita requerida] Feldman fue también editor de secuencia de comandos en el informe de Frost con los futuros miembros de los Monty Python. Escribió el sketch «Grupo», con Cleese, Ronnie Barker y Ronnie Corbett frente al público en orden decreciente de altura según su estatus social.
Después de At Last the 1948 Show, Feldman protagonizó una serie de la BBC llamada Marty (1968), en la cual también aparece Brooke-Taylor, John Junkin y Roland MacLeod con Cleese como guionista. Feldman ganó dos premios BAFTA. En la segunda temporada, en 1969, se le cambió el título a It's Marty (siendo este segundo título el que se conserva para el DVD de la serie). En 1971 firmó una serie coproducida por ATV y titulada The ABC TV Marty Feldman Comedy Machine, este programa duró una temporada. En 1974, Dennis Wilson (productor principal de la serie de televisión del Reino Unido Till Death Us Do Part) produjo una serie breve, un esbozo con Feldman en la BBC titulada Marty juntos de nuevo - una referencia a los informes sobre la salud de la estrella. Pero esta nunca captó el impacto de la serie anterior. La serie de Marty resultó bastante popular, con una audiencia internacional (la primera serie ganó el premio Rosa de Oro en Montreux) lo que impulsó a lanzar su carrera cinematográfica. Su primer papel en un largometraje fue en 1970, en Cada hogar debe tener uno.
Feldman pasó un tiempo actuando en clubes de jazz en el Soho. Encontró un paralelo entre "riffs" en una asociación de comedia y la improvisación del jazz.
En 1971, Feldman testificó a favor de los acusados en el célebre juicio contra Oz, una revista underground británica juzgada por obscenidad. Él no juraría sobre la Biblia. La elección de «afirmar», a lo largo de su testimonio fue considerada una falta de respeto al juez.
Las actuaciones de Feldman en la televisión estadounidense incluyen The Dean Martin Show y Machine Marty Feldman Comedy. En la película Young Frankenstein, encarnó a Igor (pronunciado ai-gore, un juego de palabras en inglés, ya que el nombre propiamente dicho sería parecida a la pronunciación en español, pero usaron /ai/ por ser la pronunciación de ojo, como guiño a Feldman) en donde improvisaba muchas líneas. Gene Wilder dijo que tenía a Feldman en mente cuando escribió el guion. En un punto, el Dr. Frankenstein (Wilder) regaña a Igor con la frase «¡Malditos sean tus ojos!» y Feldman volviéndose a la cámara, con sus ojos desalineados, sonríe y dice: «¡Llega usted tarde!».
Feldman se reunió con el escritor estadounidense de comedia Alan Spencer en el set de El jovencito Frankenstein, cuando Spencer era un adolescente. Spencer era un fan de Feldman como escritor y artista. Feldman le ofreció orientación que luego llevaría a Spencer a crear el programa de televisión Sledge Hammer!.
También grabó un LP, donde aparece una canción, Going Off (1969), reeditada como El loco mundo de Marty Feldman. Las canciones fueron escritas por Dennis King, John Junkin y Bill Solly (un escritor para Bygraves Max y The Two Ronnies). [5] Fue reeditado en CD en 2007.
En 1976, Feldman se aventuró en el cine italiano, protagonizando con Barbara Bouchet 40 gradi all'ombra del lenzuolo, una comedia erótica.
Feldman apareció en las películas The Adventure of Sherlock Holmes' Smarter Brother y Silent Movie de Mel Brooks, así como dirigió y protagonizó la nueva versión de Beau Geste. El artista fue invitado en un episodio ambientado en «La mil y una noches» de El Show de los Muppets con varios personajes de Sesame Street, donde apareció como Sherezade y comparó sus ojos con los de Cookie Monster (El Monstruo de las Galletas).

## Muerte
Feldman murió en diciembre de 1982 de un ataque al corazón en un hotel de la Ciudad de México, durante el rodaje de la comedia Yellowbeard (Los desmadrados piratas de Barba Amarilla). En el DVD de El Jovencito Frankenstein, Mel Brooks comenta posibles causas del fallecimiento: «A veces, fumaba seis paquetes de cigarrillos al día, bebía grandes cantidades de café solo y llevaba una dieta rica en huevos y lácteos». Además, la altitud de la Ciudad de México (más de 2000 m, en promedio, lo que resta al aire un 10% de su densidad) probablemente exigió más esfuerzo al corazón y a los pulmones de Feldman. Michael Mileham, compañero de rodaje en Yellowbeard, declaró que el día anterior, en la costa, ambos nadaron hasta una isla para comprar unas langostas con las que se intoxicaron, y supuso que quizás esto también contribuyó a su muerte.[cita requerida]
Feldman está enterrado en el cementerio de Hollywood Hills, en Los Ángeles, cerca de su ídolo Buster Keaton.

## Filmografía
- The Bed-Sitting Room (1969)
- Every Home Should Have One (1970)
- Young Frankenstein (1974)
- The Adventure of Sherlock Holmes' Smarter Brother (1975)
- Silent Movie (1976)
- 40 gradi all'ombra del lenzuolo (Sex With a Smile) (1976)
- The Last Remake of Beau Geste (1977)
- In God We Tru$t (1980)
- Slapstick of Another Kind (1982)
- Yellowbeard (1983)

## Series de televisión
- At Last the 1948 Show (1967)
- Marty (1968)
- Marty Amok (1970)
- Marty Abroad (1971)
- The Marty Feldman Comedy Machine (1971-1972)
- The Marty Feldman Show (1972)
- Marty Back Together Again (1974)